# Arfuelha e Chastanh
Arfuelha Chastenh (en francès Arfeuille-Châtain) és una comuna (municipi) de França, a la regió de la Nova Aquitània, departament de la Cruesa.
La seva població al cens de 1999 era de 168 habitants. Està integrada a la Communauté de communes Auzance-Bellegarde-en-Marche.

## Demografia
| 1968 | 1975 | 1982 | 1990 | 1999 |
| ---- | ---- | ---- | ---- | ---- |
| 319  | 246  | 190  | 167  | 168  |

## Administració
| Període | Identitat      | Partit |
| ------- | -------------- | ------ |
| 2001-   | Robert Servant |        |